# Falloria houstoni
Falloria houstoni är en mångfotingart som först beskrevs av Chamberlin 1943.  Falloria houstoni ingår i släktet Falloria och familjen Xystodesmidae. Inga underarter finns listade i Catalogue of Life.